# Miramont-Sensacq
Miramont-Sensacq (gaskonsko Miramont e Sensac) je naselje in občina v francoskem departmaju Landes regije Akvitanije. Naselje je leta 2009 imelo 369 prebivalcev.

## Geografija
Kraj leži v pokrajini Gaskonji 41 km jugovzhodno od Mont-de-Marsana in 40 km severno od Pauja.

## Uprava
Občina Miramont-Sensacq skupaj s sosednjimi občinami Arboucave, Bats, Castelnau-Tursan, Clèdes, Geaune, Lacajunte, Lauret, Mauries, Payros-Cazautets, Pécorade, Philondenx, Pimbo, Puyol-Cazalet, Samadet, Sorbets in Urgons sestavlja kanton Geaune s sedežem v Geaunu. Kanton je sestavni del okrožja Mont-de-Marsan.

## Zgodovina
Naselbina Miramont je bila osnovana kot srednjeveška bastida pod Plantageneti leta 1276.
Sedanja občina je nastala z združitvijo Miramonta in Sensacqa v letu 1845.

## Zanimivosti
- romanska cerkev sv. Jakoba iz 11. in 12. stoletja, Sensacq, vmesna postaja na romarski poti v Santiago de Compostelo, Via Podiensis,
- cerkev sv. Martina, Miramont.